# Grand Audiencier
Le Grand Audiencier est une fonction existante sous l'Ancien régime. C'est le premier officier de la Grande chancellerie de France. 

## Présentation
Le grand audiencier recevait en son hôtel toutes les lettres qu'il devait rapporter au sceau.
Des titres anciens annoncent que les Grands Audenciers ont toujours été au-dessus des clercs-notaires et secrétaires du roi. Ils jouissaient de tous les privilèges de ces derniers. Leur office était de la couronne.
Les Grands Audienciers enregistrent encore sur des registres différents les octrois accordés par le roi, les prébendes de nomination royale, les indults, les privilèges et permissions d'imprimer. À chacun des articles le garde des sceaux écrit sur le registre, « scellé ».